# 2009년 로스앤젤레스 영화 비평가 협회상
제35회 로스앤젤레스 영화 비평가 협회상은 2009년에 열린 시상식이다.

## 수상 및 후보

### 작품상
- 허트 로커
- 인 디 에어

### 감독상
- 허트 로커 - 캐서린 비글로우 수상
- 하얀 리본 - 미카엘 하네케

### 남우주연상
- 크레이지 하트 - 제프 브리지스 수상
- 싱글 맨 - 콜린 퍼스

### 여우주연상
- 세라핀 - 욜랜드 모로 수상
- 언 애듀케이션 - 캐리 멀리건

### 남우조연상
- 바스터즈: 거친 녀석들 - 크리스토프 왈츠 수상
- 인 더 루프 - 피터 카팔디

### 여우조연상
- 프레셔스 - 모니크 수상
- 인 디 에어 - 안나 켄드릭

### 각본상
- 인 디 에어 - 제이슨 라이트맨 수상
- 인 더 루프 - 아만도 이아누치 외3명

### 촬영상
- 하얀 리본 - 크리스찬 버거 수상
- 허트 로커 - 베리 애크로이드

### 미술상
- 디스트릭트 9 - 필립 아이비 수상
- 아바타 - 릭 카터 외1명

### 음악상
- 크레이지 하트 - T-본 버넷 외1명 수상
- 판타스틱 Mr. 폭스 - 알렉상드르 데스플라

### 외국어영화상
- 여름의 조각들 - 올리비에 아사야스 수상
- 하얀 리본 - 미카엘 하네케

### 다큐멘터리상
- 아녜스 바르다의 해변 - 아녜스 바르다 수상
- 더 코브: 슬픈 돌고래의 진실 - 루이 시호요스 수상

### 애니메이션상
- 판타스틱 Mr. 폭스 - 웨스 앤더슨 수상
- 업 - 피트 닥터 외1명

### 독립영화상
- The Anchorage - Anders Edstrom 외1명 수상

### 신인상
- 디스트릭트 9 - 닐 블롬캠프 수상

### 공로상
- 쟝 뽈 벨몽도 수상